# Köping Basket
Köping Basket, startad våren 2003, är en basketbollklubb från Köping i Sverige. 
Klubben grundades som Ullvi Basket BK av Åke Bärlin, Tomas Bandh, Robert Petterson, Tobias Becker och Helena Hoffstedt men bytte i december 2013 namn till Köping Ullvi Basket och sedermera till Köping Basket. 
Köping Baskets herrlag, som sedan januari 2018 går under namnet Köping Stars, spelar i landets högsta serie - Basketligan. 
Inför säsongen 2015/16 tog herrlaget klivet upp till en rikstäckande serie för första gången - Basketettan. Säsongen 2017/2018 vann laget näst högsta divisionen Superettan och kvalificerade sig därmed till spel i Basketligan nästkommande säsong. 
I klubbens första ligamatch besegrades BC Luleå, som säsongen innan var SM-finalister, på hemmaplan med 80-79. Under lagets första säsong i högstaligan slutade man på en niondeplats i tabellen och fick kvala för att hålla sig kvar. Säsongen där på blev succé och Stars låg på en tredjeplats innan säsongen fick ett abrupt slut på grund av corona-pandemin som drabbade Sverige i mars 2020. Laget tilldelades en bronsmedalj.

## Spelartrupp säsongen 2020/2021
| Nr | Nation   | Namn                 | Pos. | Födelsedatum     |
| --- | -------- | -------------------- | ---- | ---------------- |
| 1 | USA      | C.J. Jackson         | PG   | 9 maj 1996       |
| 3 | USA      | Craig Victor II      | PF   | 27 februari 1995 |
| 4 | Sverige  | Simon Klaasma        | G    | 21 februari 2002 |
| 6 | Sverige  | Alan Zekovic         | G/F  | 19 augusti 1998  |
| 7 | Sverige  | Gustav Hansson       | PG   | 23 januari 1995  |
| 8 | Sverige  | Muorwell Kur Muorwel | F    | 20 juli 2002     |
| 9 | Lettland | Ernests Kalve        | F    | 4 april 1987     |
| 10 | Sverige  | Michiel Petersen     | PF/C | 24 februari 1994 |
| 13 | Sverige  | Niklas Larsson       | SF   | 28 april 1994    |
| 21 | Sverige  | Alexander Larsson    | F/C  | 14 augusti 1995  |
| C = Center \| F = Forward \| G = Guard \| PF = Power Forward \| SF = Small Forward \| SG = Shooting Guard \| PG = Point Guard |          |                      |      |                  |

## Meriter

### Seriesegrare
- Basketettan Södra, 2016-2017
- Superettan, 2017-2018

### Medaljer
- Basketligan, 2019-2020 (bronsmedalj)

### Fotnoter
1. ↑  ”Välkommen till en ny klubb”. Köping Basket. http://www.kopingbasket.se/om/. Läst 10 september 2016.
2. ↑  ”Köping Stars 2020/21”. kopingstars.se. https://kopingstars.se/#laget.